# КК Реал Бетис
КК Реал Бетис (шп. Club Baloncesto Real Betis) је шпански кошаркашки клуб из Севиље, Андалузија. Такмичи се у АЦБ лиги.
Клуб је 1996. и 1999. био вицепрвак у АЦБ лиги, 1999. је играо финале Купа Шпаније, док је у европским такмичењима најбољи резултат финале УЛЕБ Еврокупа 2011. године.

## Историја
Клуб је основан 1987. године тако што је откупио права од Дриблинг Мадрида да се такмичи у Другој лиги Шпаније, а клуб је добио име Каха Сан Фернандо. У првој сезони клубу је замало измакао пласман у АЦБ лигу, јер је изгубио у доигравању за пласман у виши ранг. Ипак већ у наредној сезони 1988/89. освојио је друго место, а потом се победом од 3:0 против Сиријус Патронатоа из Маљорке у финалу доигравања по први пут пласирао у елитну АЦБ лигу.
У прве три сезоне у АЦБ лиги клуб је два пута завршавао на 12-ој и једном на 19-ој позицији. Први значајнији резултат дошао је у сезони 1992/93., када је успео да се домогне петог места и тако по први пут обезбеди учешће у неком европском такмичењу (Купу Радивоја Кораћа), а у наредној сезони 1993/94. клуб је завршио на шестом месту и потом као и претходне сезоне испао у четвртфиналу плеј-офа.
Већ у сезонама 1995/96. и 1998/99. Каха избија у сам врх шпанске кошарке, јер је успела да стигне до два финала АЦБ лиге, где је ипак у обе финалне серије поражена са 3:0 од Барселоне, али су ти успеси обезбедили прва учешћа клуба у Евролиги. Исте сезоне 1998/99. Каха је преко Памесе Валенсија и Барселоне успела да се домогне свог првог финала Купа Шпаније, где их је ипак путу до трофеја зауставила Таукерамика (61:70).
Након сезоне 1999/00. у којој су заузели четврто место и стигли до четвртфинала плеј офа, уследио је дуг период без значајнијих резултата када је клуб завршавао између десетог и четрнаестог места у АЦБ лиги, док је у Купу најбољи резултат из тог периода полуфинале 2004. године.
Због спонзорских разлога клуб 2007. добија име Кахасол, а тај период без већих резултата је прекинут у сезони 2009/10., када је клуб регуларни део сезоне завршио на шестом месту и тако након девет сезона поново играо у плеј-офу, где је поражен већ у четвртфиналу од Реал Мадрида са 2:1. То шесто место је омогућило Кахасолу учешће у УЛЕБ Еврокупу у сезони 2010/11., где је остварен највећи успех клуба у европским такмичењима. Кахасол је преко групе стигао до четвртфинала, где је у двомечу савладан украјински Будивељник и тиме обезбеђено учешће на фајнал-фору Еврокупа. У полуфиналном мечу фајнал-фора пао је и италијански Бенетон са 75:63, а онда је у финалу поражен од руског УНИКС-а из Казања са 92:77.
Сезону 2011/12. Кахасол је поново завршио у горњем делу табеле, на седмом месту, и тако обезбедио своје треће учешће у Еврокупу у наредној сезони.

### Спонзорска имена кроз историју
Кроз своју историју клуб је неколико пута мењао име, па се зависно од спонзора звао:
- 1987—2007: Каха Сан Фернандо
- 2007—2011: Кахасол
- 2011—2012: Кахасол Банка Сивика
- 2012—2014: Кахасол
- 2014—2016: Севиља
- 2016—тренутно : Реал Бетис Енергија Плус

## Успеси

### Национални
- Првенство Шпанија:
  - Вицепрвак (2): 1996, 1999.
- Куп Шпаније:
  - Финалиста (1): 1999.

### Међународни
- УЛЕБ Еврокуп:
  - Финалиста (1): 2011.

## Учинак у претходним сезонама
| Сез.     | Првенство Шпаније | Куп Шпаније  | Европско такмичење  | Европско такмичење |
| -------- | ----------------- | ------------ | ------------------- | ------------------ |
| 2008/09. | 14. место         | -            | Еврочеленџ - Топ 16 |                    |
| 2009/10. | Четвртфинале ПО   | Четвртфинале | -                   |                    |
| 2010/11. | 11. место         | -            | Еврокуп - Финалиста |                    |
| 2011/12. | Четвртфинале ПО   | Полуфинале   | -                   |                    |
| 2012/13. | 15. место         | -            | Еврокуп - Топ 16    |                    |
| 2013/14. | Четвртфинале ПО   | -            | -                   |                    |
| 2014/15. | 15. место         | -            | Еврокуп - Топ 32    |                    |
| 2015/16. | 11. место         | -            | -                   |                    |
| 2016/17. | 16. место         | -            | -                   |                    |
| 2017/18. | 18. место         | -            | -                   |                    |

## Познатији играчи
- Лука Богдановић
- Луис Булок
- Филип Виденов
- Миле Илић
- Ник Кејнер-Медли
- Домен Лорбек
- Попс Менса-Бонсу
- Бојан Поповић
- Иван Раденовић
- Никола Радичевић
- Душко Савановић
- Томаш Саторански
- Миленко Тепић

## Познатији тренери
- Велимир Перасовић
- Александар Петровић